# EHF Challenge Cup der Frauen 2001/02
Am EHF Challenge Cup 2001/02 nahmen 27 Handball-Vereinsmannschaften teil, die sich in der vorangegangenen Saison in ihren Heimatländern für den Wettbewerb qualifiziert hatten. Es war die 2. Austragung des Challenge Cups unter diesem Namen. Die Pokalspiele begannen am 12. Februar 2002, das Rückrundenfinale fand am 19. Mai 2002 statt. Titelverteidiger des EHF Challenge Cups war der französische Verein HBC Nimes. Der Titelgewinner in der Saison war der rumänische Verein Universitatea Remin Deva.

## 1. Runde
Es nahmen 22 Teams, die sich vorher für den Wettbewerb qualifiziert hatten, teil. Die Spiele fanden vom 11. - 20. Januar 2002 statt.

### Qualifizierte Teams
| - ABU Baku - ŽRK Galeb Mostar - Etar Veliko 64 Tarnovo - Panell. Lefkosias-Nicosia - AS „Bondy“ - S.A. Merignacais HB - DJK / MJC Trier - O.F.N. Ionias - Panathlitikos Sind. F. Sikeon - EOS Siracusa - H.B. Acciaro Parodi | - RK Skopje - ŽRK Vardar Skopje - EB Start Elbląg - CD Gil Eanes-Lagos - Rapid Bukarest - Kuban Krasnodar - Leichtathletik Klub Zug HB - Telekom Kulübü - Üsküdar B. S. K.-Istanbul - Halytschanka Lwiw - Karpaty Uschhorod |

### Ausgeloste Spiele & Ergebnisse
| Mannschaft 1                  | Mannschaft 2               | Hinspiel          | Rückspiel         | Gesamt  |
| ----------------------------- | -------------------------- | ----------------- | ----------------- | ------- |
| Rapid Bukarest                | EOS Siracusa               | 12.01.02          | 19.01.02          | 70 : 31 |
| Rapid Bukarest                | EOS Siracusa               | 39 : 16 (18 : 7)  | 15 : 31 (6 : 14)  | 70 : 31 |
| Rapid Bukarest                | EOS Siracusa               | 500 Zuschauer     | 150 Zuschauer     | 70 : 31 |
| Panell. Lefkosias-Nicosia     | CD Gil Eanes-Lagos         | 12.01.02          | 19.01.02          | 36 : 61 |
| Panell. Lefkosias-Nicosia     | CD Gil Eanes-Lagos         | 14 : 27 (4 : 14)  | 34 : 22 (15 : 8)  | 36 : 61 |
| Panell. Lefkosias-Nicosia     | CD Gil Eanes-Lagos         | 100 Zuschauer     | 600 Zuschauer     | 36 : 61 |
| Etar Veliko 64 Tarnovo        | O.F.N. Ionias              | 12.01.02          | 19.01.02          | 39 : 37 |
| Etar Veliko 64 Tarnovo        | O.F.N. Ionias              | 23 : 15 (15 : 6)  | 22 : 16 (11 : 10) | 39 : 37 |
| Etar Veliko 64 Tarnovo        | O.F.N. Ionias              | 1500 Zuschauer    | 600 Zuschauer     | 39 : 37 |
| Halytschanka Lwiw             | ABU Baku                   | 18.01.02          | 19.01.02          | 44: 37  |
| Halytschanka Lwiw             | ABU Baku                   | 27 : 17 (13 : 10) | 20 : 17 (11 : 8)  | 44: 37  |
| Halytschanka Lwiw             | ABU Baku                   | 3000 Zuschauer    | 2300 Zuschauer    | 44: 37  |
| Üsküdar B. S. K.-Istanbul     | ŽRK Galeb Mostar           | 11.01.02          | 12.01.02          | 81 : 52 |
| Üsküdar B. S. K.-Istanbul     | ŽRK Galeb Mostar           | 40 : 28 (19 : 13) | 24 : 41 (11 : 24) | 81 : 52 |
| Üsküdar B. S. K.-Istanbul     | ŽRK Galeb Mostar           | 1000 Zuschauer    | 700 Zuschauer     | 81 : 52 |
| Karpaty Uschhorod             | EB Start Elbląg            | 19.01.02          | 20.01.02          | 37 : 66 |
| Karpaty Uschhorod             | EB Start Elbląg            | 20 : 31 (10 : 14) | 35 : 17 (19 : 7)  | 37 : 66 |
| Karpaty Uschhorod             | EB Start Elbląg            | 300 Zuschauer     | 300 Zuschauer     | 37 : 66 |
| RK Skopje                     | ŽRK Vardar Skopje          | 18.01.02          | 20.01.02          | 34: 34  |
| RK Skopje                     | ŽRK Vardar Skopje          | 20 : 18 (8 : 8)   | 16 : 14 (8 : 6)   | 34: 34  |
| RK Skopje                     | ŽRK Vardar Skopje          | 500 Zuschauer     | 500 Zuschauer     | 34: 34  |
| Kuban Krasnodar               | Leichtathletik Klub Zug HB | 12.01.02          | 19.01.02          | 62: 52  |
| Kuban Krasnodar               | Leichtathletik Klub Zug HB | 33 : 25 (20 : 12) | 27 : 29 (13 : 15) | 62: 52  |
| Kuban Krasnodar               | Leichtathletik Klub Zug HB | 1500 Zuschauer    | 1000 Zuschauer    | 62: 52  |
| S.A. Merignacais HB           | AS „Bondy“                 | 13.01.02          | 19.01.02          | 46: 46  |
| S.A. Merignacais HB           | AS „Bondy“                 | 23 : 22 (10 : 11) | 24 : 23 (15 : 14) | 46: 46  |
| S.A. Merignacais HB           | AS „Bondy“                 | 1600 Zuschauer    | 1000 Zuschauer    | 46: 46  |
| Panathlitikos Sind. F. Sikeon | H.B. Acciaro Parodi        | 13.01.02          | 20.01.02          | 37 : 57 |
| Panathlitikos Sind. F. Sikeon | H.B. Acciaro Parodi        | 20 : 28 (9 : 15)  | 29 : 17 (16 : 5)  | 37 : 57 |
| Panathlitikos Sind. F. Sikeon | H.B. Acciaro Parodi        | 500 Zuschauer     | 500 Zuschauer     | 37 : 57 |
| DJK / MJC Trier               | Türk Telekom Kulübü        | 12.01.02          | 13.01.02          | 79: 36  |
| DJK / MJC Trier               | Türk Telekom Kulübü        | 33 : 16 (17 : 7)  | 20 : 46 (9 : 24)  | 79: 36  |
| DJK / MJC Trier               | Türk Telekom Kulübü        | 900 Zuschauer     | 500 Zuschauer     | 79: 36  |

## Achtelfinale
Es nahmen die 11 Sieger der 1. Runde und 5 Teams, die sich vorher für den Wettbewerb qualifiziert hatten, teil. Die Spiele fanden vom 15. Februar 2002 – 24. Februar 2002 statt.

### Qualifizierte Teams
| - Etar Veliko 64 Tarnovo - HBC Nîmes (Freilos) - S.A. Merignacais HB - Buxtehuder SV (Freilos) - DJK / MJC Trier - H.B. Acciaro Parodi - ŽRK Vardar Skopje - EB Start Elbląg | - CD Gil Eanes-Lagos - Rapid Bukarest - Universitatea Remin Deva (Freilos) - AGU-Adyif Maikop (Freilos) - Kuban Krasnodar - ŽRK Izola Bori (Freilos) - Üsküdar B. S. K.-Istanbul - Halytschanka Lwiw |

### Ausgeloste Spiele & Ergebnisse
| Mannschaft 1              | Mannschaft 2             | Hinspiel          | Rückspiel         | Gesamt  |
| ------------------------- | ------------------------ | ----------------- | ----------------- | ------- |
| DJK / MJC Trier           | Halytschanka Lwiw        | 23.02.02          | 24.02.02          | 58 : 45 |
| DJK / MJC Trier           | Halytschanka Lwiw        | 26 : 20 (14 : 9)  | 28 : 28 (16 : 14) | 58 : 45 |
| DJK / MJC Trier           | Halytschanka Lwiw        | 800 Zuschauer     | 500 Zuschauer     | 58 : 45 |
| Kuban Krasnodar           | Universitatea Remin Deva | 16.02.02          | 23.02.02          | 39 : 52 |
| Kuban Krasnodar           | Universitatea Remin Deva | 18 : 25 (9 : 14)  | 27 : 21 (14 : 11) | 39 : 52 |
| Kuban Krasnodar           | Universitatea Remin Deva | 2600 Zuschauer    | 1200 Zuschauer    | 39 : 52 |
| ŽRK Izola Bori            | Etar Veliko 64 Tarnovo   | 16.02.02          | 23.02.02          | 53 : 60 |
| ŽRK Izola Bori            | Etar Veliko 64 Tarnovo   | 29 : 23 (15 : 13) | 37 : 24 (17 : 13) | 53 : 60 |
| ŽRK Izola Bori            | Etar Veliko 64 Tarnovo   | 300 Zuschauer     | 1300 Zuschauer    | 53 : 60 |
| Üsküdar B. S. K.-Istanbul | AGU ADYIF Majkop         | 17.02.02          | 23.02.02          | 52 : 54 |
| Üsküdar B. S. K.-Istanbul | AGU ADYIF Majkop         | 33 : 27 (17 : 11) | 27 : 19 (15 : 7)  | 52 : 54 |
| Üsküdar B. S. K.-Istanbul | AGU ADYIF Majkop         | 1300 Zuschauer    | 800 Zuschauer     | 52 : 54 |
| Rapid Bukarest            | HBC Nîmes                | 16.02.02          | 24.02.02          | 48 : 46 |
| Rapid Bukarest            | HBC Nîmes                | 27 : 20 (13 : 6)  | 26 : 21 (9 : 8)   | 48 : 46 |
| Rapid Bukarest            | HBC Nîmes                | 1000 Zuschauer    | 1500 Zuschauer    | 48 : 46 |
| Buxtehuder SV             | H.B. Acciaro Parodi      | 16.02.02          | 24.02.02          | 58 : 42 |
| Buxtehuder SV             | H.B. Acciaro Parodi      | 31 : 20 (16 : 10) | 22 : 27 (9 : 18)  | 58 : 42 |
| Buxtehuder SV             | H.B. Acciaro Parodi      | 1400 Zuschauer    | 400 Zuschauer     | 58 : 42 |
| CD Gil Eanes-Lagos        | ŽRK Vardar Skopje        | 16.02.02          | 24.02.02          | 51: 44  |
| CD Gil Eanes-Lagos        | ŽRK Vardar Skopje        | 25 : 13 (13 : 3)  | 31 : 26 (16 : 10) | 51: 44  |
| CD Gil Eanes-Lagos        | ŽRK Vardar Skopje        | 650 Zuschauer     | 300 Zuschauer     | 51: 44  |
| S.A. Merignacais HB       | EB Start Elbląg          | 15.02.02          | 17.02.02          | 51 : 57 |
| S.A. Merignacais HB       | EB Start Elbląg          | 23 : 30 (11 : 13) | 27 : 28 (10 : 16) | 51 : 57 |
| S.A. Merignacais HB       | EB Start Elbląg          | 600 Zuschauer     | 650 Zuschauer     | 51 : 57 |

## Viertelfinale
Es nahmen die 8 Sieger des Achtelfinales und 8 Teams, die sich vorher für den Wettbewerb qualifiziert hatten, teil. Die Spiele fanden vom 16. März 2002 – 23. März 2002 statt.

### Qualifizierte Teams
| - Etar Veliko 64 Tarnovo - Buxtehuder SV - DJK / MJC Trier - EB Start Elbląg | - CD Gil Eanes-Lagos - Rapid Bukarest - Universitatea Remin Deva - AGU-Adyif Maikop |

### Ausgeloste Spiele & Ergebnisse
| Mannschaft 1             | Mannschaft 2       | Hinspiel          | Rückspiel         | Gesamt  |
| ------------------------ | ------------------ | ----------------- | ----------------- | ------- |
| Universitatea Remin Deva | EB Start Elbląg    | 16.03.02          | 23.03.02          | 58 : 45 |
| Universitatea Remin Deva | EB Start Elbląg    | 30 : 18 (12 : 7)  | 27 : 28 (10 : 12) | 58 : 45 |
| Universitatea Remin Deva | EB Start Elbląg    | 1200 Zuschauer    | 300 Zuschauer     | 58 : 45 |
| Rapid Bukarest           | DJK / MJC Trier    | 16.03.02          | 23.03.02          | 64 : 50 |
| Rapid Bukarest           | DJK / MJC Trier    | 35 : 26 (17 : 11) | 24 : 29 (11 : 14) | 64 : 50 |
| Rapid Bukarest           | DJK / MJC Trier    | 1300 Zuschauer    | 750 Zuschauer     | 64 : 50 |
| Etar Veliko 64 Tarnovo   | CD Gil Eanes-Lagos | 16.03.02          | 23.03.02          | 44 : 44 |
| Etar Veliko 64 Tarnovo   | CD Gil Eanes-Lagos | 26 : 20 (12 : 7)  | 24 : 18 (15 : 12) | 44 : 44 |
| Etar Veliko 64 Tarnovo   | CD Gil Eanes-Lagos | - Zuschauer       | 800 Zuschauer     | 44 : 44 |
| AGU-Adyif Maikop         | Buxtehuder SV      | 16.03.02          | 23.03.02          | 49 : 49 |
| AGU-Adyif Maikop         | Buxtehuder SV      | 26 : 27 (13 : 14) | 22 : 23 (12 : 12) | 49 : 49 |
| AGU-Adyif Maikop         | Buxtehuder SV      | 800 Zuschauer     | 2000 Zuschauer    | 49 : 49 |

## Halbfinale
Es nahmen die 4 Sieger aus dem Viertelfinale teil. Die Spiele fanden vom 13. April 2002 – 20. April 2002 statt.

### Qualifizierte Teams
| - Buxtehuder SV - CD Gil Eanes-Lagos | - Rapid Bukarest - Universitatea Remin Deva |

### Ausgeloste Spiele & Ergebnisse
| Mannschaft 1   | Mannschaft 2             | Hinspiel          | Rückspiel        | Gesamt  |
| -------------- | ------------------------ | ----------------- | ---------------- | ------- |
| Buxtehuder SV  | CD Gil Eanes-Lagos       | 13.04.02          | 20.04.02         | 56 : 34 |
| Buxtehuder SV  | CD Gil Eanes-Lagos       | 31 : 14 (15 : 6)  | 20 : 25 (6 : 12) | 56 : 34 |
| Buxtehuder SV  | CD Gil Eanes-Lagos       | 1700 Zuschauer    | 1000 Zuschauer   | 56 : 34 |
| Rapid Bukarest | Universitatea Remin Deva | 13.04.02          | 20.04.02         | 43 : 46 |
| Rapid Bukarest | Universitatea Remin Deva | 24 : 25 (11 : 15) | 21 : 19 (7 : 8)  | 43 : 46 |
| Rapid Bukarest | Universitatea Remin Deva | 800 Zuschauer     | 1300 Zuschauer   | 43 : 46 |

## Finale
Es nahmen die 2 Sieger aus dem Halbfinale teil. Das Hinspiel fand am 11. Mai 2002 statt. Das Rückspiel fand am 19. Mai 2002 statt.

### Qualifizierte Teams
| - BSV Buxtehude | - Universitatea Remin Deva |

### Ausgeloste Spiele & Ergebnisse
| Mannschaft 1             | Mannschaft 2  | Hinspiel          | Rückspiel         | Gesamt  |
| ------------------------ | ------------- | ----------------- | ----------------- | ------- |
| Universitatea Remin Deva | Buxtehuder SV | 11.05.02          | 19.05.02          | 64 : 48 |
| Universitatea Remin Deva | Buxtehuder SV | 33 : 23 (15 : 10) | 25 : 31 (10 : 16) | 64 : 48 |
| Universitatea Remin Deva | Buxtehuder SV | 1350 Zuschauer    | 1900 Zuschauer    | 64 : 48 |